# Antoine Vessaz

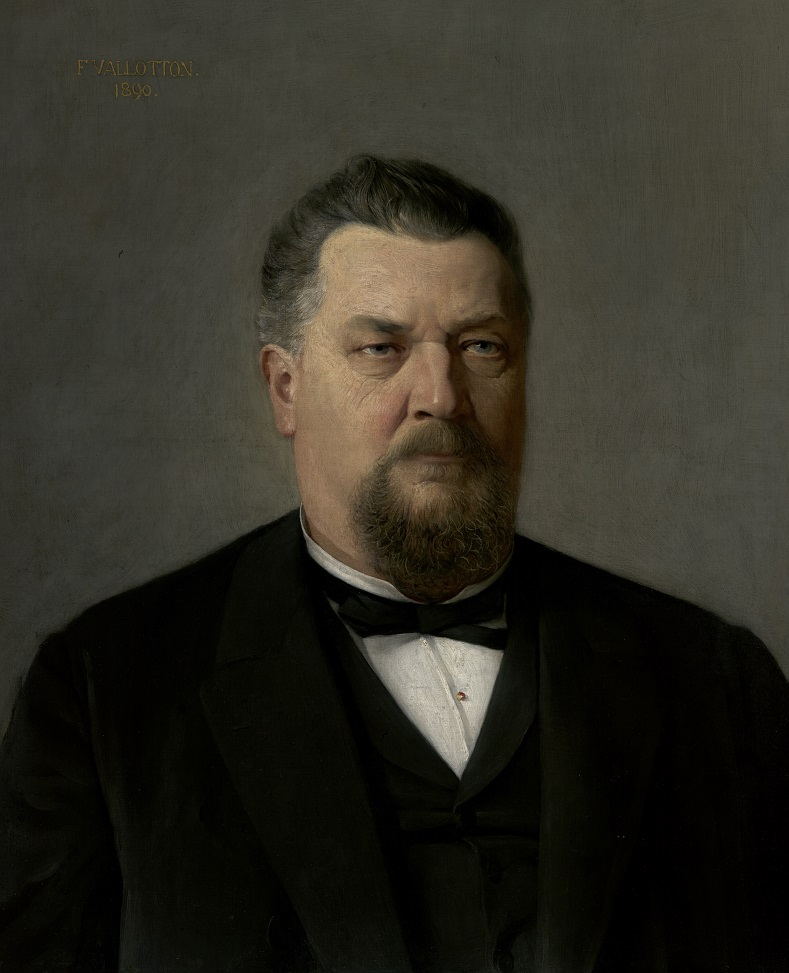
Antoine Vessaz peint par Félix Valotton (Musée Historique Lausanne)

Philippe Antoine Vessaz de Chabrey, né le 20 juin 1833 à Chabrey et mort le 25 octobre 1911 à Constance, est le fils de Louis Joseph Vessaz (1810-1884), notaire à Avenches et député au Grand Conseil de 1837 à 1843 et de Lucie Marguerite Arnold (1809-1885). Il épouse Elisa Noverraz (1831-1921), de Lutry et Cully. Il est le grand-oncle de Lina Delarageaz-Koerner (1882-1971), épouse de Louis Delarageaz, petit-fils de l’ancien conseiller d’État Louis-Henri Delarageaz.

## Biographie
Vessaz débute à Lausanne en 1855 comme employé de bureau à la Compagnie de chemins de fer de l’Ouest-Suisse. En 1865 il est substitut du préfet de Lausanne, puis préfet de ce district de 1868 à 1873. Dès 1873, il devient l’un des quatre directeurs de la nouvelle Compagnie de chemins de fer Suisse occidentale, née de la fusion de celles de la Broye et de la Suisse occidentale. Il donne sa démission en 1875 et reste sans emploi pour devenir receveur de la recette de Lausanne de 1878 à 1892, préférant ce poste à celui de conseiller d’État qui lui avait été proposé, la rémunération étant cinq fois supérieure à celle d’un conseiller d’Etat. Capitaine quartier-maître d’infanterie en 1865.
Il est député au Grand Conseil de 1874 à 1878, membre de la Constituante en 1884, conseiller aux États de 1875 à 1878 et conseiller national de 1878 à 1883. Un des rares Suisses à avoir présidé les deux chambres, soit le Conseil des États en 1878 et le Conseil national en 1881. Il fonde en 1881 l’Association démocratique radicale et devient alors le chef incontesté du parti radical vaudois après le départ pour Berne de son ami intime Louis Ruchonnet et du retrait de la scène politique de Louis-Henri Delarageaz.
Vessaz est membre de plusieurs conseils d’administration. Il est dès 1886 à la tête de la Suisse-Occidentale-Simplon et met alors toute son énergie à faire aboutir le percement du tunnel du Simplon. Il préconise avec Louis Ruchonnet la fusion de la Compagnie de la Suisse-Occidentale-Simplon avec celle du Jura-Berne-Lucerne qui est réalisée en 1889. Il entre en conflit avec Eduard Marti, directeur du Jura-Simplon au sujet du rachat par l’État du chemin de fer Central, pensant que cette mesure retarderait le percement du Simplon. Vessaz fait expulser en 1892 Marti de la direction du Jura-Simplon. Une scission se produit alors entre radicaux bernois et vaudois, les Bernois n’appréciant pas cette manœuvre. Ils accusent Vessaz d’avoir reçu de la part des banquiers allemands Goldberg et Parcus un pot-de-vin estimé à 72 000 francs à la veille de la fusion du SOS et du Jura-Simplon. Les radicaux vaudois sont en état de choc et attendent une réponse de Vessaz qui se défend mollement et refuse de s’expliquer devant une délégation du Conseil d’État. Il démissionne de toutes ses fonctions publiques en 1892 et passe la fin de sa vie dans la famille allemande de sa fille Marguerite Kimmig-Vessaz à Constance.
De 1881 jusqu’à sa démission, Vessaz est l’homme le plus influent du canton de Vaud, bien que sa puissance ne s’étale pas au grand jour. La constitution de 1885 est son ouvrage, ainsi que l’impôt progressif. En effet, il existe à côté du Conseil d’État un gouvernement parallèle qui œuvre sous la houlette de Vessaz. Il se tient place Chauderon 4 dans un carnotzet installé au sous-sol de l’immeuble appartenant au beau-frère d’Antoine Vessaz, l’entrepreneur lausannois Jean David Wenger (1829-1874). Vessaz est le seul homme qui a guidé la politique du canton sans être à la tête du gouvernement, tels que les Monod, Muret, Pidou, de la Harpe, Druey, Delarageaz et Ruchonnet.
Franc-maçon, il est membre de la Grande Loge suisse Alpina.